# Turin (Nova York)
Turin és una població dels Estats Units a l'estat de Nova York. Segons el cens del 2000 tenia 263 habitants.

## Demografia
Segons el cens del 2000, Turin tenia 263 habitants, 101 habitatges, i 73 famílies. La densitat de població era de 99,6 habitants per km².
Dels 101 habitatges en un 30,7% hi vivien nens de menys de 18 anys, en un 52,5% hi vivien parelles casades, en un 15,8% dones solteres, i en un 27,7% no eren unitats familiars. En el 23,8% dels habitatges hi vivien persones soles el 10,9% de les quals corresponia a persones de 65 anys o més que vivien soles. El nombre mitjà de persones vivint en cada habitatge era de 2,6 i el nombre mitjà de persones que vivien en cada família era de 3,07.
Per edats la població es repartia de la següent manera: un 28,9% tenia menys de 18 anys, un 7,2% entre 18 i 24, un 20,5% entre 25 i 44, un 25,9% de 45 a 60 i un 17,5% 65 anys o més.
L'edat mediana era de 41 anys. Per cada 100 dones de 18 o més anys hi havia 98,9 homes.
La renda mediana per habitatge era de 36.250 $ i la renda mediana per família de 42.500 $. Els homes tenien una renda mediana de 25.000 $ mentre que les dones 22.500 $. La renda per capita de la població era de 14.157 $. Entorn de l'11,4% de les famílies i el 10% de la població estaven per davall del llindar de pobresa.